# Consetta Carruccio-Lenz
Consetta Carruccio-Lenz (Allegany, 26 de setembro de 1918 - Cambridge, 2 de julho de 1980) foi uma ex-ginasta que competiu em provas de ginástica artística pelos Estados Unidos.
Lenz foi a primeira medalhista norte-americana em uma edição olímpica da ginástica artística feminina. Junto as companheiras Ladislava Bakanic, Marian Barone, Dorothy Dalton, Meta Elste-Neumann, Helen Schifano, Clara Schroth-Lomady e Anita Simonis, foi superada pelas tchecas e húngaras, conquistando o bronze nas Olimpíadas de Londres, na única prova feminina disputadas: a por equipes. Competidora mais jovem dos Jogos de Berlim na ginástica em 1936, continuou competindo mesmo após tornar-se mãe de duas crianças. Antes da Segunda Guerra Mundial, conquistou oito títulos nacionais, três deles no solo e dois no concurso geral. Aposentada, tornou-se membro do Comitê Olímpico dos Estados Unidos até a década de 1960. Faleceu em 1980 aos 62 anos de idade.